# Puchar Europy w Biegu na 10 000 metrów 2014
17. Puchar Europy w Biegu na 10 000 metrów – zawody lekkoatletyczne, które odbyły się w macedońskim Skopje 7 czerwca 2014.

## Rezultaty

### Mężczyźni
| Konkurencja:           | 1. miejsce                                               | Rezultat   | 2. miejsce                                                     | Rezultat    | 3. miejsce                                                | Rezultat    |
| Indywidualnie (Bieg A) | Polat Kemboi Arıkan                                      | 28:17,14   | Ali Kaya                                                       | 28:17,82 PB | Yassine Mandour                                           | 28:22,30 PB |
| Indywidualnie (Bieg B) | Iwan Strebkow                                            | 29:33,38   | Matthew Hynes                                                  | 29:37,19    | Ihor Hełetij                                              | 29:37,69    |
| Drużynowo              | Turcja · Polat Kemboi Arıkan · Ali Kaya · Mehmet Akkoyun | 1:25:30,44 | Włochy · Jamel Chatbi · Ahmed El Mazoury · Gian Marco Buttazzo | 1:27:36,24  | Ukraina · Roman Romanenko · Iwan Strebkow · Dmytro Łaszyn | 1:27:57,97  |

### Kobiety
| Konkurencja:           | 1. miejsce                                                 | Rezultat    | 2. miejsce                                             | Rezultat   | 3. miejsce                                                     | Rezultat   |
| Indywidualnie (Bieg A) | Clémence Calvin                                            | 31:52,86 PB | Jéssica Augusto                                        | 31:55,56   | Sara Moreira                                                   | 32:01,42   |
| Indywidualnie (Bieg B) | Ümmü Kiraz                                                 | 33:10,85    | Wiktorija Chapilina                                    | 34:07,47   | Burcu Büyükbezgin                                              | 34:19,07   |
| Drużynowo              | Portugalia · Jéssica Augusto · Sara Moreira · Sara Ribeiro | 1:36:53,43  | Francja · Clémence Calvin · Laila Traby · Laure Funten | 1:39:34,38 | Hiszpania · Gema Barrachina · Lidia Rodríguez · Paula González | 1:40:16,15 |